# Congrès des métiers et du travail du Canada

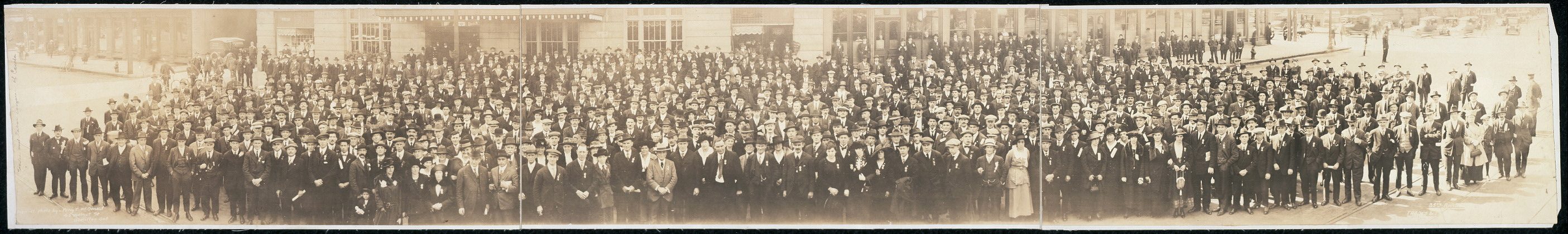
35e Congrès des métiers et du travail du Canada à Hamilton, 1919.

Le Congrès des métiers et du travail du Canada (CMTC) (en anglais : Trades and Labour Congress of Canada (TLCC)) fut une confédération syndicale canadienne qui exista de 1883 à 1956, quand elle fusionna avec le Congrès canadien du travail pour former le Congrès du travail du Canada. Elle était très liée à la Fédération américaine du travail dont elle constituait la branche canadienne.